# Andy Reyes
Andy Josué Reyes Vado (* 6. April 1999 in Alajuela) ist ein costa-ricanischer Fußballspieler.

## Karriere

### Verein
Reyes begann seine Karriere beim AD Carmelita. Für Carmelita debütierte er im Januar 2016 in der Liga de Fútbol de Primera División, als er gegen den CD Saprissa in der 68. Minute für Alejandro Aguilar eingewechselt wurde. 2017 wechselte er nach Mexiko zur U-20-Mannschaft des CF Pachuca.
Im Sommer 2018 wechselte er nach Österreich zum LASK, um allerdings als Kooperationsspieler für den Zweitligisten FC Juniors OÖ zum Einsatz zu kommen. Nach 29 Einsätzen für die Juniors in der 2. Liga wurde er im Februar 2020 für eineinhalb Jahre an den Ligakonkurrenten SC Austria Lustenau verliehen. Nach der Saison 2019/20 wurde die Leihe nach acht Einsätzen vorzeitig beendet. Daraufhin wechselte er im August 2020 zurück nach Costa Rica, wo er sich dem CS Cartaginés anschloss. Seit Januar 2022 spielte er für verschiedene Vereine in seiner Heimat Costa Rica, unter anderem bei CD Saprissa und Guadalupe FC.

### Nationalmannschaft
Reyes nahm 2015 mit Costa Rica an der U-17-Weltmeisterschaft teil. Dort erreichte er mit seiner Mannschaft das Viertelfinale, wo man an Belgien scheiterte. Reyes kam in vier der fünf Matches Costa Ricas zum Einsatz und erzielte zudem im ersten Gruppenspiel gegen Südafrika einen Treffer.
2017 nahm er mit der U-20-Auswahl an der CONCACAF U-20-Meisterschaft teil, bei der man die zweite Gruppenphase erreichen konnte. Reyes kam auch hier in vier von fünf Partien zum Einsatz erzielte gegen Honduras auch einen Treffer.